# Billet tour du monde

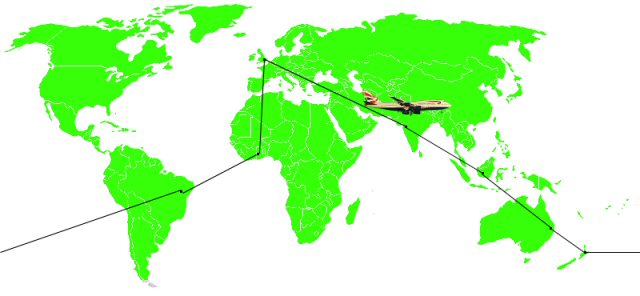
Exemple d'un voyage avec un billet tour du monde. Départ de Londres, direction Sud Est vers l'Inde, l'Indonésie, l'Australie, la Nouvelle-Zélande, le Brésil et l'Afrique, puis retour au point de départ, avec le même billet et sur la même alliance aérienne.

Un billet tour du monde (en anglais round-the-world ticket ou RTW ticket) est un produit permettant de voyager autour du monde pour une somme relativement modique. Ces billets sont proposés par des alliances de compagnies aériennes comme SkyTeam, Star Alliance et Oneworld.
Le prix dépend de la classe, du point de départ du voyage, du nombre de kilomètres parcourus (généralement entre 20 000 et 36 000) et parfois de la saison. Il est généralement compris entre 1000 euros (avec un nombre de stops très limité) et 3500 euros. Ces billets sont relativement faciles à modifier en cours de voyage mais sont souvent soumis à des restrictions :
- Le billet comprend un nombre limité de miles que vous ne pouvez pas dépasser
- Le début et la fin du voyage doivent obligatoirement se faire dans le même pays
- L'itinéraire doit comprendre un vol transatlantique et un transpacifique
- le nombre de coupons de vols est limité et vous ne pouvez faire que 5 arrêts en Europe.
- Le nombre d'escales est généralement compris entre 2 et 15 (avec un nombre limite de stops par continent)
- Il est impossible de revenir dans un continent précédemment visité
- Le billet est valable pour une période comprise entre 10 jours et un an, sans prolongation possible
- Les trajets terrestres comptent pour un segment
- les tarifs sont forfaitaires et vous payez parfois plus que le prix effectif de vos vols

Lors d'un tour du monde, la majorité des voyageurs modifient leur itinéraire initial : on se sent particulièrement bien à un endroit et on resterait bien une semaine, deux, voire un mois de plus, ou, au contraire, on avait prévu deux semaines à tel endroit et on se rend compte sur place que c'est un peu beaucoup. La première chose à avoir dans son tour du monde est donc la flexibilité. Or, les billets des alliances et leurs restrictions peuvent se montrer assez rigides et votre itinéraire se retrouve assez cadenassé.
Aujourd'hui il existe également de nouveau types de billets tour du monde. Certaines agences de voyages proposent notamment des tours du monde à la carte.
Historiquement, les agences anglaises sont plus compétitives que les Françaises en raison de la forte concurrence, mais le Brexit est passé par là et il est maintenant moins intéressant pour un français de passer par une agence anglaise. Cependant, de nouvelles agences tourdumondistes entrent sur le marché français viennent renforcer la concurrence et l'écart de prix tend à diminuer.